# Telapón
De Telapón is een stratovulkaan in de Mexicaanse deelstaat Mexico. De Telapón is 4080 meter hoog.